# Département de Koungheul
Le département de Koungheul est l'un des quatre départements de la région de Kaffrine. 

## Administration
Son chef-lieu est la ville de Koungheul, qui est aussi la seule commune du département.
Les trois arrondissements sont :
- Arrondissement de Missirah Wadene
- Arrondissement de Ida Mouride
- Arrondissement de Lour Escale

## Histoire
De jeunes habitants de Koungheul ont fait la grève de la faim pour obtenir enfin l'érection de leur ville en département. Le département de Koungheul a été créé en 2006.

## Géographie

### Population
La population du département de Koungheul est estimée en 2023 à 253 710 habitants.